# یوکاری‌کارابوی (بتلیس)
یوکاری‌کارابوی (به ترکی استانبولی: Yukarıkaraboy) یک منطقهٔ مسکونی در ترکیه است که در بیتلیس واقع شده‌است. یوکاری‌کارابوی ۲۲۷ نفر جمعیت دارد.